# Узбекская хоккейная лига
Чемпионат Узбекистана по хоккею с шайбой (узб. Shaybali xokkey boʻyicha Oʻzbekiston chempionati / Шайбали хоккей бўйича Ўзбекистон чемпионати), или Узбекская хоккейная лига (УХЛ) (узб. Oʻzbek xokkey ligasi / Ўзбек хоккей лигаси) — национальная хоккейная лига между клубами по хоккею с шайбой Узбекистана. Лига была образована в начале 2013 года. 
Чемпионат Узбекистана по хоккею с шайбой 2013 остался незавершённым после первого круга по неизвестным причинам. После этого сезоны 2014, 2015, 2016, 2017 и 2018 не были проведены.
В конце 2018 года было принято решение о возобновлении чемпионата Узбекистана по хоккею с шайбой. Чемпионат Узбекистана по хоккею с шайбой 2019 проходил с февраля по апрель 2019 года.